# Josephsglocke (Kölner Dom)

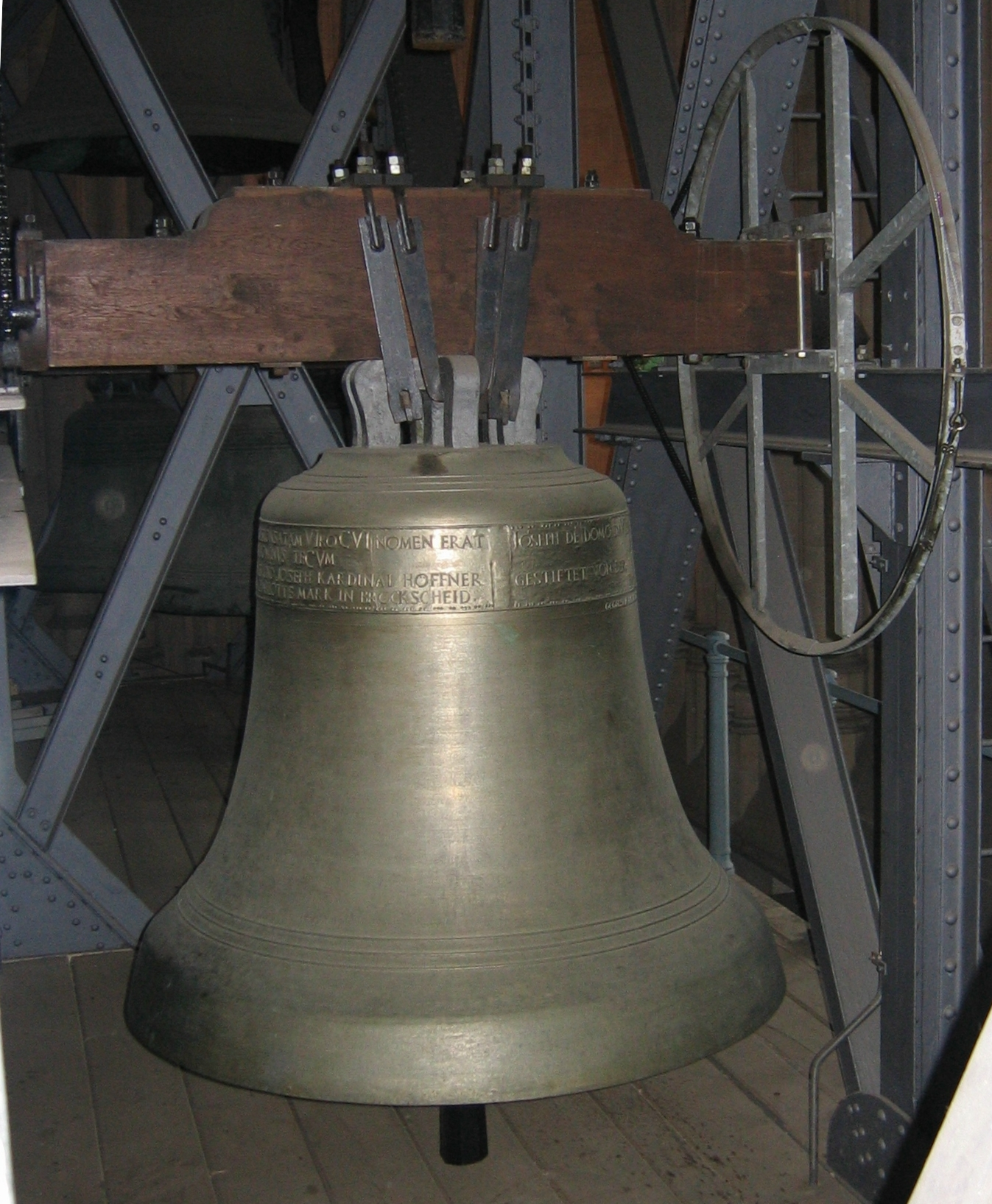
Josephsglocke – Glocke 6

Die Josephsglocke ist die Glocke 6 des Kölner Domgeläuts. Sie wurde 1998 von Hans August Mark und Cornelia Mark-Maas in Brockscheid (Eifel) gegossen und ist im Glockenstuhl des Südturmes aufgehängt.

## Geschichte und Bedeutung
Die Vorgängerglocke war 1990 von der gleichen Gießerei form- und tongleich gegossen worden. Im Jahre 1998 erlitt sie einen Sprung und wurde originalgetreu nachgegossen.
Die Gründe für den Guss dieser Glocke waren zweierlei. Zum einen sollte die Ursulaglocke entlastet werden, da sie sehr hohe Verschleißspuren aufwies. Zum anderen sollte der obere Tonbereich des Hauptgeläutes, der bis dahin nur aus dem Durdreiklang c1–e1–g1 bestand, ausgefüllt werden. Die Josephsglocke wurde demnach im Schlagton d1 disponiert, um die dadurch entstehenden musikalischen Geläutekombinationen (Motive) auf das Kirchenjahr verteilen zu können.

## Daten

### Musikalisches
Alle Tonangaben in 16teln. V = Vertreter.
Die Glocke wurde nachträglich klangkorrigiert (ausgeschliffen).
| Nominal (Schlagton) | Unterton | Prim-V  | Terz  | Quint | Abklingdauer (Unterton) | Abkling- verlauf |
| d1 +2               | cis0 +5  | cis1 −2 | f1 −2 | a1 −3 | 143 Sekunden            | schwebend        |

### Technisches
| Gewicht | unterer Durchmesser | Schlagringstärke | Rippenkonstruktion | Aufhängung |
| ------- | ------------------- | ---------------- | ------------------ | ---------- |
| 2110 kg | 1468 mm             | 115 mm           | schwer             | Holzjoch   |

## Inschrift
Die Kapitalbuchstaben in der Inschrift ergeben zusammengerechnet das Gussjahr der Glocke.
[Oberes Schriftband:]
mIssVS est angeLVs gabrIeL a Deo cIvItatem nazareth
ad VirgInem desponsatam Viro CVI nomen erat Ioseph
de domo daVId et nomen VigInIs MarIa et IngressVs
angeLVs ad eam dIXIt aVe gratIa pLena domInVs
teCVm
Zu Ehren des heiligen Joseph und zur Erinnerung an
Joseph Kardinal Frings und Joseph Kardinal Höffner
gestiftet von der Bürgergesellschaft Köln von 1863
und gegossen von Hans August und Cornelia
Charlotte Mark in Brockscheid.
Gegossen am 18.8.1990 – Zersprungen 1995 – Neugegossen am 15.8.1998
Übersetzung: Der Engel Gabriel wurde von Gott gesandt in eine Stadt in Galiläa, die heißt Nazareth, zu einer Jungfrau, die vertraut war einem Mann mit Namen Josef vom Hause David; und die Jungfrau hieß Maria. Und der Engel kam zu ihr hinein und sprach: Sei gegrüßt, voll der Gnade. Der Herr ist mit dir.

## Läuteordnung
Die Josephsglocke läutet an (festlosen) Werktagen nach 19:30 Uhr im Anschluss an die 3×3 bzw. 4×2 Schläge der Dreikönigenglocke zum Engel des Herrn – in der Osterzeit gemeinsam mit der Wandlungsglocke. An Festtagen, die auf einen Werktag fallen, läutet die Josephsglocke gemeinsam mit der Kapitelsglocke und der Aveglocke zu den Messen sowie als Einläuten am Vorabend um 19:30 Uhr.